# Amoklauf von Highland Park

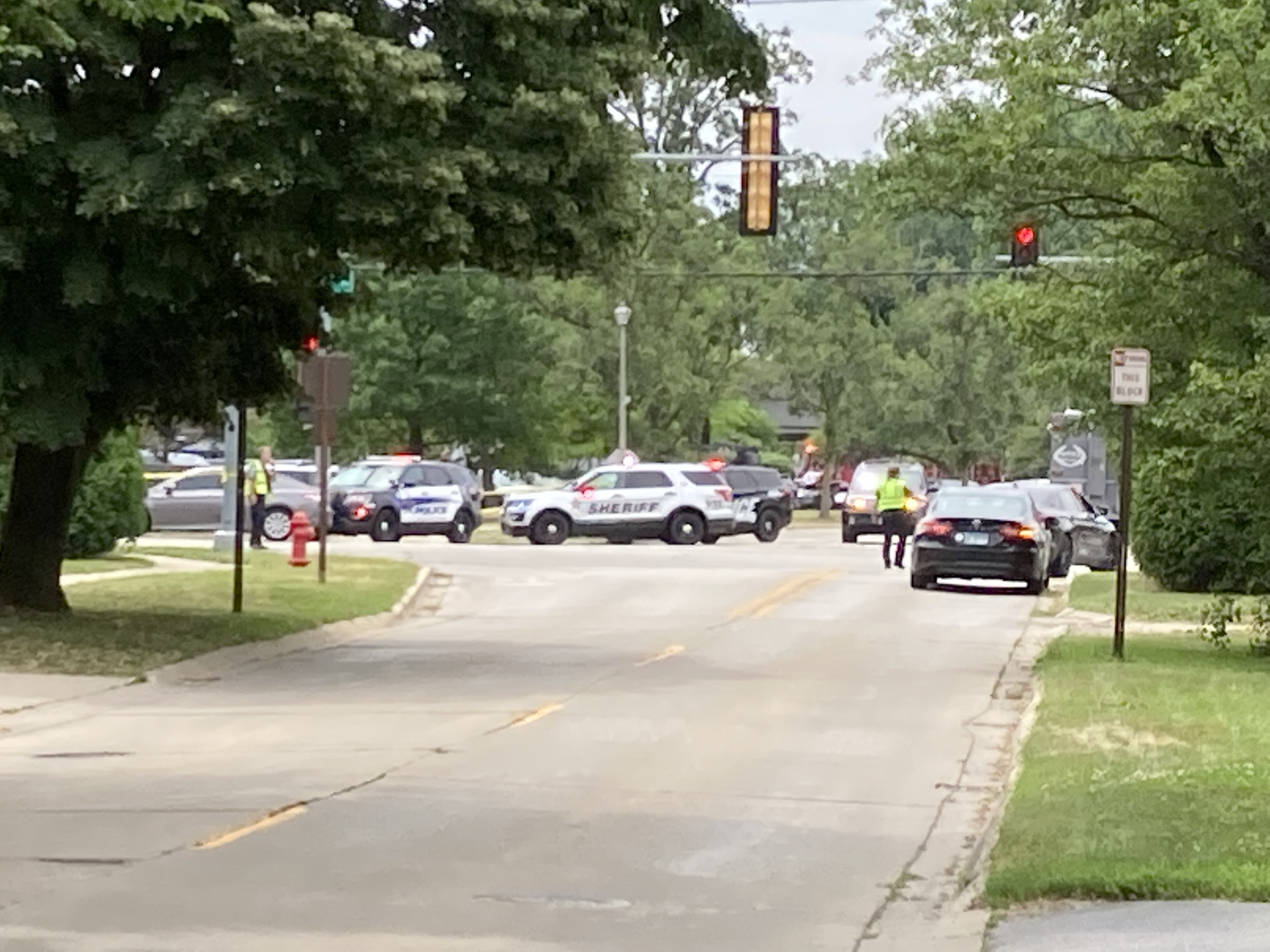
Highland Park nach dem Amoklauf

Beim Amoklauf von Highland Park wurden am US-amerikanischen Nationalfeiertag, dem 4. Juli 2022, in der Kleinstadt Highland Park 35 km nördlich von Chicago mit rund 70 Schüssen sieben Menschen getötet und mindestens 30 Menschen im Alter von acht bis 85 Jahren verletzt. Als Tatverdächtiger wurde der 22 Jahre alte Robert Eugene Crimo III verhaftet und wegen siebenfachen Mordes angeklagt.

## Hergang
Der Amoklauf fand während einer Parade zum Unabhängigkeitstag um 10:14 Uhr Ortszeit statt. Die Parade begann um 10:00 Uhr. Eine anwesende Reporterin der Chicago Sun-Times berichtete, dass um 10:14 Uhr Schüsse von einem Dach am Straßenrand fielen. Augenzeugen berichteten von 20 bis 25 in schneller Folge abgegebenen Schüssen aus einem automatischen Gewehr. Anschließend brach eine Panik in der Menge aus. In den Krankenhäusern in der Nähe wurden insgesamt 37 Menschen mit Schussverletzungen behandelt. Die Polizei konnte den Täter zunächst nicht stellen. Dieser hatte sich auf einem Hausdach am Weg der Parade positioniert und mit einem Sturmgewehr vom Typ AR-15 das Feuer auf die Menge eröffnet. Erst Stunden später konnten Sicherheitskräfte den Kreis der Verdächtigen auf einen 22-Jährigen namens Robert E. Crimo III eingrenzen und diesen wenige Stunden nach den Morden festnehmen.

## Festnahme
Als Tatverdächtiger wurde einen Tag später der 22 Jahre alte Robert Crimo III, der bei seinem Vater in der Nähe des Tatorts lebte, verhaftet. Er versuchte zunächst, vor der Polizei zu fliehen. Er wurde wegen siebenfachen Mordes angeklagt. Der Verdächtige wurde durch den Kauf seines Gewehrs identifiziert.

## Reaktionen
Der Gouverneur von Illinois, J. B. Pritzker (D), erklärte, dass Amokläufe mit vielen Toten inzwischen eine wöchentliche Tradition in den USA seien. Er und die Senatorin Tammy Duckworth (D) sprachen sich für strengere Vorschriften beim Erwerb von Schusswaffen aus. Präsident Joe Biden und Vizepräsidentin Kamala Harris sprachen den Opfern ihr Beileid aus.
In der Stadt lebt eine große jüdische Gemeinschaft, nach Schätzungen etwa ein Drittel der 30.000 Einwohner. Viele ihrer Mitglieder nahmen als Zuschauer an der Parade teil. Hinweise auf einen antisemitischen Hintergrund der Tat gibt es jedoch nicht. Mehrere zentrale Gremien des reformierten amerikanischen Judentums verabschiedeten eine Stellungnahme zum Amoklauf, in der sie darauf verwiesen, dass ein Leben ohne Furcht vor Waffengewalt in Amerika zunehmend schwerer würde.